# Титово (Вытегорский район)
Титово — деревня в Вытегорском районе Вологодской области.
Входит в состав Саминского сельского поселения, с точки зрения административно-территориального деления — в Саминский сельсовет.
Расположена на правом берегу реки Самина, на трассе А119. Расстояние до районного центра Вытегры по автодороге — 46 км, до центра муниципального образования посёлка Октябрьский  по прямой — 4 км. Ближайшие населённые пункты — Анциферово, Берег, Загородская, Крюковская, Лахново, Саминский Погост, Силово.
По переписи 2002 года население — 33 человека (14 мужчин, 19 женщин). Преобладающая национальность — русские (97 %).